# دنیاگیری کووید-۱۹ در قم
نخستین موارد تأیید شده از دنیاگیری جهانی بیماری کروناویروس ۲۰۱۹ در ایران در تاریخ ۲۹ بهمن از قم گزارش شد. هرچند پیش از این نیز موارد مشکوک به بیماری کووید-۱۹ در ایران گزارش شده بود در واپسین روز بهمن ۱۳۹۸، به دنبال فوت ۲ بیمار با عوارض تنفسی در بیمارستان کامکار-عرب‌نیا قم، شایعاتی دربارهٔ مرگ این بیماران به علت کروناویروس شکل گرفت. اما دانشگاه علوم پزشکی قم با تکذیب شایعات مربوط به مبتلا بودن این دو بیمار فوت شده به کروناویروس، اعلام کرد که تاکنون هیچ‌گونه شواهدی تشخیصی مبنی بر ابتلا به بیماری کرونا دیده نشده‌است. نهایتاً در ۳۰ بهمن روابط عمومی وزارت بهداشت اعلام کرد که نتایج آزمایش اولیه ۲ مورد از موارد مشکوک از نظر ابتلا به کروناویروس، مثبت گزارش شده‌است. در همین روز، رئیس دانشگاه علوم پزشکی قم اعلام کرد که در چهار روز گذشته شاهد گسترش بیماری‌های تنفسی در قم بودیم و طی این مدت ۲ نفر در یکی از بیمارستان‌های قم بر اثر بیماری تنفسی فوت کردند و امروز تست اولیهٔ این دو فرد در مورد بیماری کرونا مثبت اعلام شد. در حالی که وزارت بهداشت پیشنهاد محدودیت موقت رفت‌وآمد به اماکن زیارتی و مذهبی قم را ارائه کرده بود، این امر از سوی مسئولان اماکن مذهبی قم اجرا نشد. به طوری که در دوم اسفند، کیانوش جهانپور، مسئول روابط عمومی وزارت بهداشت ایران، از محدود نشدن تجمعات در مراکز مذهبی از جمله زیارتگاه‌های استان قم انتقاد کرد. با درخواست سعید نمکی، وزیر بهداشت و رئیس ستاد ملی مبارزه با کرونا، نماز جمعهٔ ۹ اسفند در مراکز ۲۳ استان درگیر با کرونا از جمله تهران و قم لغو شد. با این وجود تعدادی از شهروندان قم در اعتراض به این تصمیم پشت در مصلای آن شهر تجمع کردند و همان‌جا نماز خواندند. در روز دوشنبه ۲۶ اسفند ۱۳۹۸، با درخواست وزارت بهداشت و در پی تصمیم تولیت حرم امام رضا در مشهد و حرم فاطمه معصومه قم مبنی بر تعطیلی این دو حرم برای جلوگیری از شیوع بیشتر کروناویروس، عده‌ای در مقابل در حرم‌ها اعتراض کردند. در قم به نوشته سایت‌های داخلی، یکی از درهای حرم را شکستند. این اتفاق واکنش‌های گسترده‌ای را در میان رسانه‌ها و شخصیت‌های سیاسی و مذهبی داخل ایران داشت و آن را «هتک حرمت» خواندند. عده‌ای از معترضان با دستور دادستانی بازداشت شدند.
در ۲۲ اسفند واشینگتن پست با انتشار تصاویر ماهواره‌ای از گورستان بهشت معصومهٔ قم نوشت: «گودال‌های حفر شده برای دفن قربانیان کرونا ویروس در قم به قدری گسترده هستند که از فضا هم قابل مشاهده‌اند». به نوشتهٔ واشینگتن پست، حفاری گورهای جدید از ۲۱ فوریه (روز برگزاری انتخابات مجلس) آغاز شده و در روزهای بعد به‌سرعت گسترش پیدا کرده‌است. با توجه به این‌که در آن زمان مقام‌های ایران شمار قربانیان را دو نفر اعلام کرده بودند، حفاری چنین خندق‌های بزرگی، غیرمعمول و عجیب به نظر می‌رسد. تنها یک هفته بعد، دو گودال بزرگ در تصاویر ماهواره‌ای دیده می‌شود که به اندازهٔ یک زمین فوتبال طول دارند. واشینگتن پست در گزارشش به تَل‌های بزرگ آهک در قبرستان بهشت معصومه هم اشاره کرده و می‌گوید آهک معمولاً برای قبرهای دسته‌جمعی بکار می‌رود.

## منشأ بیماری
منشأ اصلی بروز این بیماری در قم به درستی مشخص نیست. رئیس دانشگاه علوم پزشکی مشهد، محمدحسین بحرینی، حضور ۷۰۰ طلبه چینی در حوزه علمیه قم را از جمله زمینه‌های انتشار کرونا در این شهر مذهبی عنوان کرده بود.
یکی از نخستین قربانی‌های این ویروس، برادر یکی از پزشکان شهر قم بود. بر اساس گفته‌های یکی از پزشکان نزدیک به او، این شخص اعلام کرده‌است که پس از یک هفته با اصرار من از برادرم تست کرونا گرفتند و پس از مرگ او خبر مثبت بودن تست او آمد. ده‌ها نفر دیگر نیز با همین علائم مرده‌اند که از آنها تست گرفته نشده و علت دیگری برای مرگ‌شان ثبت کرده‌اند. برادرم سفر خارجی نداشت و در همین شهر قم کرونا گرفته بود.
دو نفر بیمار گزارش شدهٔ مبتلا به کروناویروس از سوی وزارت بهداشت در شهر قم، از افراد مسن و از دو منطقه جداگانهٔ قم بوده و نه تنها سفر خارجی بلکه سفر خارج از استان هم نداشته‌اند.
وزیر بهداشت اعلام کرد که یکی از جان‌باختگان در قم بازرگانی بود که سفرهایی به چین داشته‌است.

## کشمکش قرنطینه قم

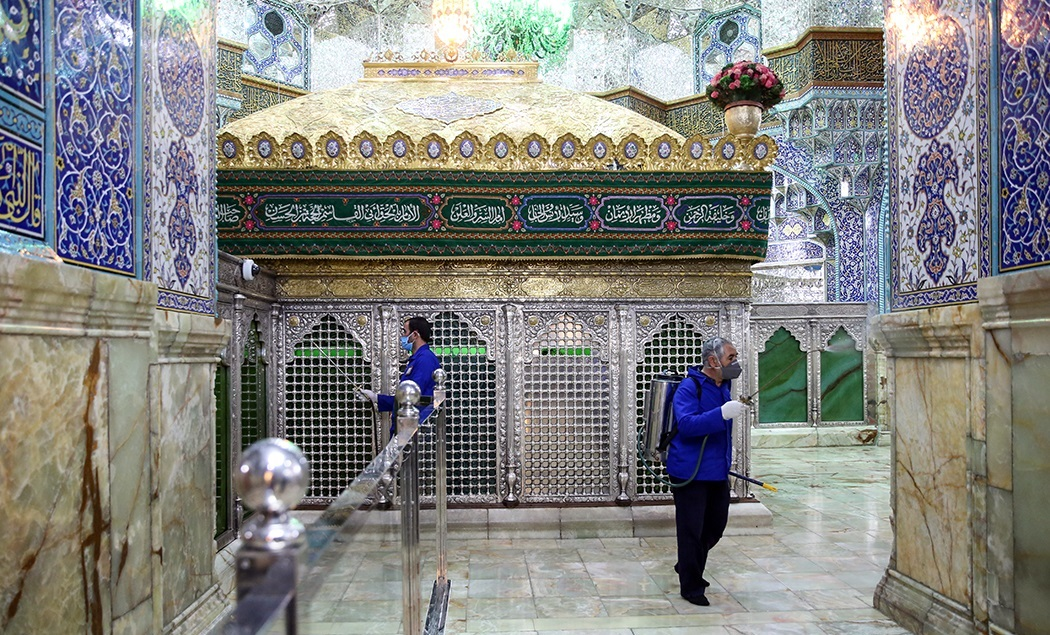
ضدعفونی کردن حرم فاطمه معصومه در قم.

به گزارش ایران اینترنشنال، رسانه‌های ایران از تشکیل جلسه شورای عالی امنیت ملی با حضور وزیر بهداشت ایران در ۳ اسفند خبر داده بودند. ایران اینترنشنال عنوان می‌کند وزارت بهداشت درخواست کرده‌است قم قرنطینه شود، ولی این درخواست با مخالفت حسین طائب، رئیس سازمان اطلاعات سپاه در این جلسه روبرو شده؛ او اعلام کرده بود قم، «آبروی اسلام» است و قرنطینه آن موجب سوءاستفاده رسانه‌های آمریکایی می‌شود.
پیش‌تر در حالی که وزارت بهداشت پیشنهاد محدودیت موقت رفت‌وآمد به اماکن زیارتی و مذهبی قم را ارائه کرده بود، این امر از سوی مسئولان اماکن مذهبی قم اجرا نشد. به طوری که در دوم اسفند، کیانوش جهانپور، مسئول روابط عمومی وزارت بهداشت ایران، از محدود نشدن تجمعات در مراکز مذهبی از جمله زیارتگاه‌های استان قم انتقاد کرد.
سید محمد سعیدی، تولیت حرم فاطمه معصومه و امام جمعه قم، در واکنش به شیوع کروناویروس در قم و احتمال قرنطینه این شهر گفت:
«ترامپ، این مرد خبیث و کثیف و شرور، شهر مقدس قم را هدف قرار داده و به بهانه پدیده کرونا می‌خواهد ضربه فرهنگی و حیثیتی به قم بزند. ترامپ خائن و مزدوران داخلی آرزوی شکست قم را به گور خواهند برد.»
در یک موضع‌گیری دیگر، سعیدی حرم معصومه را «دارالشفا» دانست که مردم بروند و بابت امراض روحی و جسمی از آن شفا بگیرند. در ۷ اسفند ۹۸ وبسایت حرم معصومه با انتشار یادداشتی ضمن اعتراض به تصمیم شورای تأمین استان قم برای ضدعفونی کردن حرم، مدعی شد «سازه‌های آن حرم، به دلیل استفاده از نقره در بالاترین سطح آنتی‌باکتریایی و سد محکمی برای اپیدمی کرونا است».
سید علی‌اکبر حسینی‌نژاد، مشاور تولیت حرم فاطمه معصومه در واکنش به درخواست تعطیلی موقت حرم برای جلوگیری از شیوع بیشتر کرونا گفت:
«تعطیل کردن حرم چه ضرورتی دارد؟ مردم خودشان باید مراقب باشند. تعطیل کردن حرم پیام تلخی دارد، اینجا پناهگاه مردم است و نشستن مردم در گوشه‌ای از حرم و صحن، مشکلی پیش نمی‌آورد. دشمن می‌خواهد با استفاده از این روش هراسی را در دل‌ها ایجاد کند و قم را شهری ناامن نشان دهد و انتقام همه شکست‌های خود را از قم بگیرد.»
اسدالله بیات زنجانی، مرجع تقلید شیعه، در پاسخ به یک استفتا پیرامون تعطیلی موقت حرم و اماکن مذهبی:
«در این مورد ملاک نظر مسئولان بهداشت و درمان بوده و اگر آنها توصیه به تعطیلی یا محدودیت تردد داشته باشند، عمل به این توصیه واجب شرعی بوده و تخلف از آن مشروع نیست.»
در نهایت در ۲۶ اسفند و با انتشار بیانیه مشترک از سوی بهرام سرمست استاندار قم و تولیت‌های حرم فاطمه معصومه و مسجد جمکران درهای این دو مکان مذهبی بسته شد. عده ای از افراد مذهبی با جمع شدن مقابل درهای حرم فاطمه معصومه، به این اقدام اعتراض کرده و یکی از درب‌های ورودی را شکستند. همین اتفاق در مشهد نیز رخ داد و معترضان «حیدر، حیدر» کنان به زور وارد حرم شدند. این حملات با انتقادات گسترده مواجه شد و حوزه علمیه قم نیز آن را هتک حرمت نامید. دونفر از حمله کنندگان نیز توسط نیروی انتظامی دستگیر شدند.